# Bathypallenopsis oculotuberculosis
Bathypallenopsis oculotuberculosis is een zeespin uit de familie Pallenopsidae. De soort behoort tot het geslacht Bathypallenopsis. Bathypallenopsis oculotuberculosis werd in 1942 voor het eerst wetenschappelijk beschreven door Hilton. 